# 木場町 (苫小牧市)
木場町（きばちょう）は、北海道苫小牧市に存在する町名。現行行政地名は木場町一丁目から木場町四丁目である。郵便番号は053-0033。

## 人口と世帯
2017年（平成29年）3月末現在の王子町内全域での人口数は男762人、女824人、計1,586人であり、世帯数は925世帯である。

## 地理
木場町はJR苫小牧駅の北口側に位置する（苫小牧駅は表町内や王子町内に位置する）。同町の周辺では西に北光町、東には春日町や緑町、苫小牧駅を挟んで南に表町や王子町とそれぞれ接している。

## 交通

### 道路
- 木場町内に苫小牧駅の北口へ向かう木場町中央通や木場町西通、南北に貫く旭大通、緑町2条通（緑町との境を通る）、同町の北側に通る双葉三条通（北海道道781号苫小牧環状線）がそれぞれ通過している。

### バス
- バス路線では道南バスやあつまバス、北海道中央バスが苫小牧駅から同町内にも走行している。

### 鉄道
- JR北海道室蘭本線の苫小牧駅が木場町から南方面に位置し、木場町中央通などに沿うと同駅へ着く。

## 施設
- 王子製紙苫小牧工場（貯木場）
- 苫小牧木場郵便局
- 木場交番
- セブン-イレブン 苫小牧木場町店
- 苫美堂

以下は苫小牧駅北口周辺。
- ベルコ苫小牧シティホール
- MEGAドン・キホーテ苫小牧店（旧苫小牧ファンタジードーム）
  - ロッテリア苫小牧店
  - ヤマダデンキテックランド苫小牧駅前店
- マルハン苫小牧駅前店[4]
- ファミリーマート苫小牧駅前マルハン店[5]
- キャッツアイ苫小牧駅前店[6]
- カラオケ歌屋苫小牧駅前店[7]

### かつて存在した施設
- ファミリーマート苫小牧ベガス店（旧サンクスミニ店舗）